# Museo memoriale nazionale Shōwa
Il Museo commemorativo nazionale Shōwa (in giapponese 昭和館?, Shōwakan) è un museo nazionale giapponese situato nel quartiere Chiyoda di Tokyo.
Contiene principalmente oggetti facenti parte della vita civile giapponese durante il perido Shōwa.
Originariamente doveva chiamarsi La sala di preghiera per la commemorazione della pace delle vittime della guerra. In parte ciò fu dovuto dalle pressioni proveniente dall'Associazione delle famiglie giapponesi colpite dalla guerra, la cui sede si trova in un edificio adiacente. L'edificio fu realizzato dall'architetto giapponese Kiyonori Kikutake.
Il museo si trova vicino alla stazione Kudanshita ed all'ingresso nord del parco Kitanomaru.